# Prima medaglia di Alfonso V d'Aragona
La prima medaglia di Alfonso V d'Aragona fu realizzata in bronzo dall'artista italiano Pisanello nel 1448 e misura 11 cm di diametro.

## Storia
Dopo aver coniato la celebre medaglia di Giovanni VIII Paleologo (1438), ristabilendo la tradizione di effigiare personaggi viventi come nelle monete dell'Impero Romano, Pisanello divenne molto richiesto dalle corti italiane, creando una ventina di medaglie.
A Napoli Pisanello si recò nel 1449, come testimonia la data sulla prima medaglia di Alfonso V e un documento datato 14 febbraio con il quale vengono tributati speciali onori all'artista. Per Alfonso, Pisanello realizzò almeno tre medaglie più una per il suo consigliere Inigo d'Avalos. Restano inoltre numerosi disegni per altre medaglie e un paio di ritratti del sovrano a penna su carta, oggi al Louvre (nn. 2306 e 2481).

## Descrizione
L'opera, dai chiari intenti celebrativi, è virtuosamente esente da una retorica troppo artificiosa, riuscendo a sottolineare l'autorità del personaggio con un misurato ricorso ad elementi decorativi.
Sul recto è effigiata di profilo del sovrano in forma di busto fino alla spalla, girato a destra, vestito di armatura e collocato tra l'elmo e la corona. Sopra e sotto la corona si trova la data MCCCCXLVIIII. In alto lungo il bordo corre l'iscrizione DIVVS ALPHONSVS REX ("Divino Alfonso re") e in basso, in due linee orizzontali TRIVMPHATOR ET PACIFICVS ("trionfatore e pacifico").
Sul verso si vede un'aquila fieramente impettita appollaiata su un ramo secco tra le rocce e circondata in basso da quattro aquilotti (o avvoltoi) con un capriolo ucciso. Come al solito in Pisanello la rappresentazione naturalistica degli animali è acutamente realistica, frutto di lunghi studi dal vero. Ai lati dell'aquila si legge LIBERALITAS / AVGVSTA ("Liberalità augusta", un riferimento alle elargizioni al popolo degli imperatori romani, che chiarifica il senso del simbolo dell'aquila, regina dei cieli, che dona la propria preda ai figli) e in basso, in caratteri più piccoli lungo il bordo, la firma dell'artista: PISANI PICTORIS OPVS ("opera del pittore Pisan[ell]o").